# Município de Madison (condado de Franklin, Ohio)
O município de Madison (em inglês: Madison Township) é um município localizado no condado de Franklin no estado estadounidense de Ohio. No ano de 2010 tinha uma população de 23.509 habitantes e uma densidade populacional de 223,42 pessoas por km².

## Geografia
O município de Madison encontra-se localizado nas coordenadas 39° 50′ 10″ N, 82° 51′ 56″ O. Segundo a Departamento do Censo dos Estados Unidos, o município tem uma superfície total de 105.22 km², da qual 103.21 km² correspondem a terra firme e (1.91%) 2.01 km² é água.

## Demografia
Segundo o censo de 2010, tinha 23.509 habitantes residindo no município de Madison. A densidade populacional era de 223,42 hab./km². Dos 23.509 habitantes, o município de Madison estava composto pelo 83.6% brancos, o 10.95% eram afroamericanos, o 0.18% eram amerindios, o 1.71% eram asiáticos, o 0.09% eram insulares do Pacífico, o 1.07% eram de outras raças e o 2.41% pertenciam a dois ou mais raças. Do total da população o 2.35% eram hispanos ou latinos de qualquer raça.